# Braddock (Dakota del Nord)
Braddock és una població dels Estats Units a l'estat de Dakota del Nord. Segons el cens del 2000 tenia 43 habitants.

## Demografia
Segons el cens del 2000, Braddock tenia 43 habitants, 20 habitatges, i 16 famílies. La densitat de població era de 66,4 hab./km².
Dels 20 habitatges en un 0% hi vivien nens de menys de 18 anys, en un 70% hi vivien parelles casades, en un 5% dones solteres, i en un 20% no eren unitats familiars. En el 20% dels habitatges hi vivien persones soles el 5% de les quals corresponia a persones de 65 anys o més que vivien soles. El nombre mitjà de persones vivint en cada habitatge era de 2,15 i el nombre mitjà de persones que vivien en cada família era de 2,44.
Per edats la població es repartia de la següent manera: un 7% tenia menys de 18 anys, un 9,3% entre 18 i 24, un 7% entre 25 i 44, un 30,2% de 45 a 60 i un 46,5% 65 anys o més.
L'edat mediana era de 62 anys. Per cada 100 dones de 18 o més anys hi havia 90,5 homes.
La renda mediana per habitatge era de 23.750 $ i la renda mediana per família de 26.250 $. Els homes tenien una renda mediana de 19.000 $ mentre que les dones 27.500 $. La renda per capita de la població era de 12.457 $. Cap de les famílies estaven per davall del llindar de pobresa.

## Poblacions properes
El següent diagrama mostra les poblacions més properes.